# Церковь Святого Петра (Дортмунд)
Церковь Святого Петра (нем.  Petrikirche) — готический зальный храм в городе Дортмунде (федеральная земля Северный Рейн — Вестфалия). Церковь находится в старом городе в квартале, называемом Петрикирххоф (Petrikirchhof) между улицами Вестенхельвег (Westenhellweg) и Кампштрассе (Kampstraße).

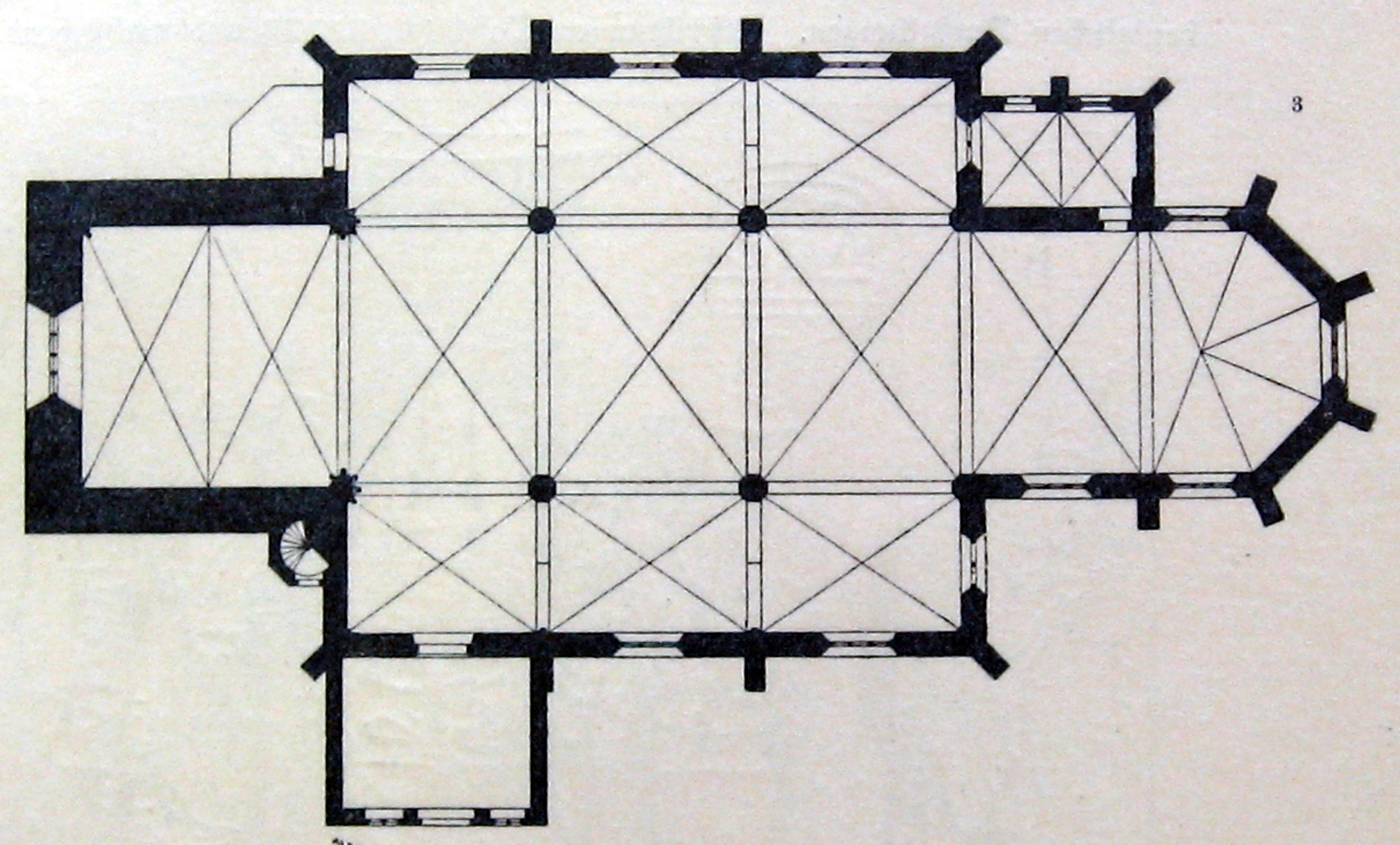
План церкви Святого Петра

Также как и церковь Святого Ринальда церковь Святого Петра находится непосредственно на пути Хелльвег (Hellweg) — главной средневековой дороги региона, соединяющей место впадения Рура в Рейн в Дуйсбурге и Тевтобургский Лес в окрестностях Падерборна. Строительство церкви было начато в 1322 году. Здание церкви почти квадратное в плане имеет главный и два боковых нефа, а также сравнительно короткий хор. Крыша — двухскатная, над каждым из боковых нефов имеются по три треугольных фронтона. Шпиль церкви был установлен в 1752 году.

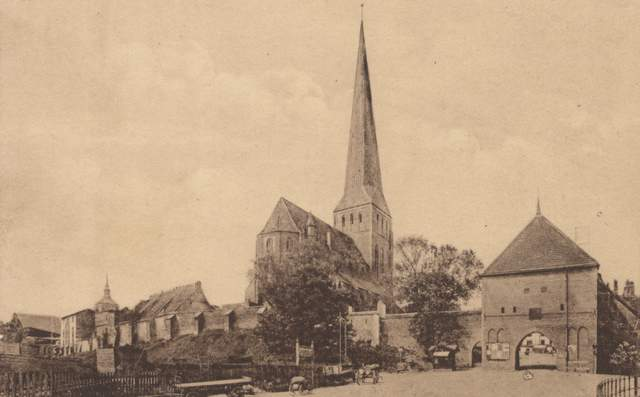
Церковь Святого Петра в XIX веке

В ходе Второй мировой войны 23 мая 1943 года во время бомбардировки Дортмунда силами ВВС Великобритании, церковь была разрушена почти полностью. Восстановление церкви было окончено лишь в 80-е годы XX века. 17 ноября 1981 года был установлен новый шпиль. Общая высота церкви достигла 105 м, из которых высота собственно шпиля с крестом составляет 48 м.

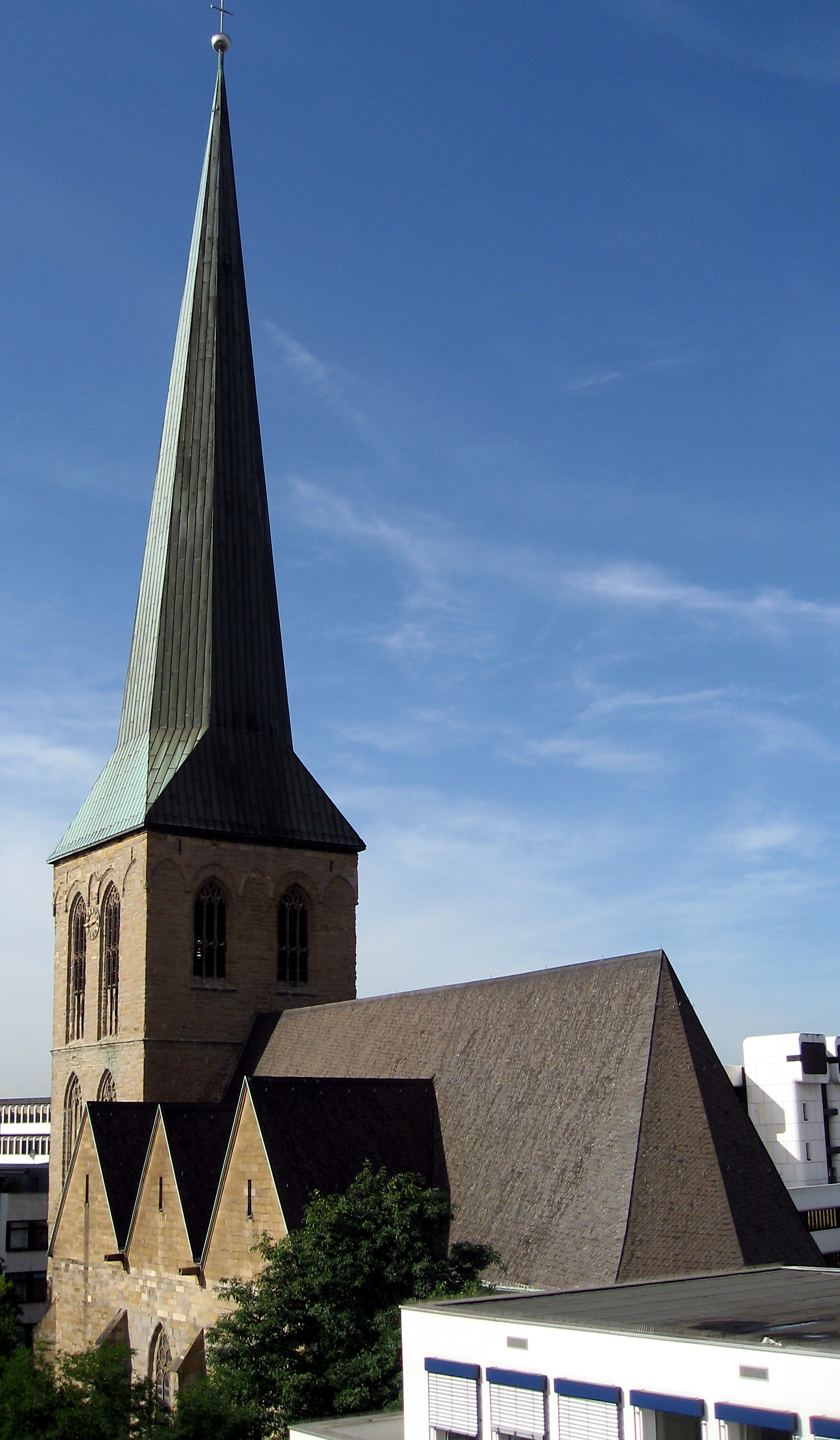
Церковь Святого Петра в XXI веке

Внутри церкви Святого Петра находится так называемое Золотое чудо Вестфалии (de:Goldenes Wunder von Westfalen) — великолепный трёхстворчатый резной алтарь высотой 5,65 м и шириной — 7,49 м, установленный в 1521 году. В закрытом состоянии алтарь изображает сцену Евхаристии, а в открытом — 36 детальных изображений Евангельских сцен. В 2003 году было создано общество (подъёмный союз) сохранения алтаря церкви Святого Петра.
Церковь принадлежит Евангелической церкви Германии. Ранее община Святого Петра была самостоятельной, однако, в связи с уменьшением числа членов общины и, соответственно, уменьшением финансовых возможностей 1 июля 2007 года она была объединена с общиной Святого Николая. Объединенная община насчитывает около 9000 членов.